# 氟仿
氟仿（英語：Fluoroform）是一種化學式為CHF3的有機化合物，是鹵仿的一種。常溫下是無色的氣體。
三氟甲烷是製造鐵氟龍時的副產品，生物體對三氟乙酸進行脱羧反应也會產生微量的三氟甲烷。三氟甲烷可用作制冷劑或滅火劑使用。

## 製備
第一次製備三氟甲烷是由法國化學家莫里斯·馬士蘭（Maurice Meslans）在1894年用碘仿和乾燥氟化銀產生劇烈反應而產生。後來奧圖·拉夫（Otto Ruff）將氟化銀改成氟化汞和氟化鈣的混合物，改善了製備的過程。上述的交換反應可以使用碘仿及溴仿，不過交換前二個鹵素原子時，會產生劇烈反應。後來愛伯特·亨納（Albert Henne）將上述的反應變成二階段的反應，第一階段用溴仿和三氟化銻合成一溴二氟甲烷，再和氟化汞反應產生三氟甲烷，這是第一個有效率製備三氟甲烷的方法。

## 工業應用
在半導體產業中，三氟甲烷用在二氧化矽及氮化矽的電漿蝕刻（plasma etching）中。三氟甲烷也是一種制冷劑（冷媒），名稱為R-23或HFC-23，因為其不含氯，不會造成臭氧層破洞，有時會用來會取代造成臭氧層破洞的三氟氯甲烷（cfc-13）。
三氟甲烷因為其低毒性、不容易反應及高密度，可用作滅火劑使用。此時常使用杜邦的商標名稱FE-13代表三氟甲烷。三氟甲烷過去曾用來取代气体灭火系統中的海龍1301（cfc-13b1）。

### 有機化學
三氟甲烷在去質子化後是一種提供CF3-的試劑，分子為弱酸性，pKa為25–28。三氟甲烷是CF3Si(CH3)3的前體。

## 溫室氣體
三氟甲烷是強力的溫室氣體。依京都議定書中清洁发展机制秘書處的評估，其100年的全球暖化潛勢為11,700，也就是一公斤的三氟甲烷在一百年對溫室效應的影響效果和11,700的二氧化碳相當。後來評估的結果(IPCC, 2007)，其100年的全球暖化潛勢又高於原估測值，為14,800。其在大氣中的生命期為270年。
根據政府間氣候變化專門委員會（IPCC）2007年的氣候報告，三氟甲烷是2001年前大氣中豐度最高的氫氟碳化合物。自2001年起才被車用空調制冷劑的HFC-134a（1,1,1,2-四氟乙烷）所超越。過去三氟甲烷的排放，大部份是在製造制冷劑HCFC-22（一氯二氟甲烷）時無意產生及釋放的產物。
依照聯合國氣候變化框架公約的溫室氣體排放資料來看，1990年至2000年在公約中附件1的國家（發達國家）中HFC-23的排放量有顯著的下降。聯合國氣候變化框架公約及清洁发展机制自2003年起已提供資金給公約中不在附件1的國家，幫助這些國家減少在製造HCFC-22時無意排放的三氟甲烷。依世界氣象組織的臭氧部份資料來看，近年來開發中國家已成為最大的HCFC-22供應者。京都議定書管制所有氫氟碳化合物（HFC）的排放。三氟甲烷可以用電漿或都用高溫焚燒的方式破壞，以減輕其對環境的影響。

## 其他物理性質
| 性質                    | 數值                   |
| ----------------------- | ---------------------- |
| -100°C時的密度（液態）  | 1.52 g/cm3             |
| -82.1°C時的密度（液態） | 1.431 g/cm3            |
| -82.1°C時的密度（氣態） | 4.57 kg/m3             |
| 0°C時的密度（氣態）     | 2.86 kg/m3             |
| 15°C時的密度（氣態）    | 2.99 kg/m3             |
| 偶極矩                  | 1.649 D                |
| 臨界壓力 (pc)           | 4.816 MPa (48.16 bar)  |
| 臨界溫度 (Tc)           | 25.7 °C (299 K)        |
| 臨界密度 (ρc)           | 7.52 mol/l             |
| 壓縮因子 (Z)            | 0.9913                 |
| 偏心因子 (ω)            | 0.26414                |
| 25°C時的黏度 (η)        | 14.4 μPa.s (0.0144 cP) |
| 定容摩爾熱容 (CV)       | 51.577 J.mol−1.K−1     |
| 汽化热 (lb)             | 257.91 kJ.kg−1         |

## 文獻
- McBee E. T. . Industrial & Engineering Chemistry. 1947, 39 (3): 236–237. doi:10.1021/ie50447a002.
- Oram D. E., Sturges W. T., Penkett S. A., McCulloch  A., Fraser P. J. . Geophysical Research Letters. 1998, 25 (1): 236–237  [2010-12-04]. doi:10.1029/97GL03483. （原始内容存档于2011-06-06）.
- McCulloch A. . Journal of Fluorine Chemistry. 2003, 123 (1): 21–29. doi:10.1016/S0022-1139(03)00105-2.

## 外部連結
- 国际化学品安全卡0577
- MSDS at Oxford University（页面存档备份，存于）
- MSDS at mathesontrigas.com
- Coupling of fluoroform with aldehydes using an electrogenerated base（页面存档备份，存于）